# 黒崎扇菜
黒崎 扇菜（くろさき せんな、1984年1月10日 - ）は、日本の元AV女優。
東京都出身、バンビプロモーションに所属していた。

## 略歴・人物
2002年、h.m.pと宇宙企画による2社合同専属プロデュースでAVデビュー。芸名の由来は学生時代の友人の名前を参考にした。
2003年よりMOODYZの専属女優となり7本の作品に出演。その後、専属を離れ他メーカーの作品にも出演。痴女もの作品の出演が多かった。
2005年に引退。

## 出演作品
2002年
- 変態痴女・いじりっこしよう!（7月31日、h.m.p）
- 18Angel（8月14日、宇宙企画）
- 抱く、じらす、しゃぶる（9月22日、h.m.p）
- HARD SEX CAFE（10月16日、宇宙企画）
- 我慢できない18歳・あぶない妄想（10月21日、h.m.p） ※『変態痴女・いじりっこしよう!』のセル版
- ラブキャット とろける感じ…（11月30日、h.m.p）

2003年
- デジタルモザイクVol.008（1月22日、MOODYZ）
- 痴女アブノーマル白書 完全版（2月10日、h.m.p） ※『抱く、じらす、しゃぶる』のセル版
- 最高のオナニーのために（2月15日、MOODYZ）
- 赤裸々な女（3月15日、MOODYZ）
- ドリーム学園 6（4月1日、MOODYZ）
- 黒崎扇菜がアナタのお好きなシチュエーションで癒したげるよ（5月1日、MOODYZ）
- ハードコアレズ（6月1日、MOODYZ）
- ドリームウーマンVOL.16（7月1日、MOODYZ）
- 淫語トランス（7月4日、ワープエンタテインメント）
- 24時間 いつでもどこでも SEX（7月5日、SODクリエイト）
- 淫語検診　舐めずり歯科助手のセクハラ淫語系デンタルクリニック（8月7日、ドリームチケット）
- 接吻しまくり淫口よだれ女 VOL.2（8月8日、ワープエンタテインメント）
- [A級]単体生撮り スカウティングレポート（8月16日、SODクリエイト）
- 僕だけのマドンナ 黒崎扇菜と超現実的[同棲]シミュレーション（9月5日、SODクリエイト）
- お尻と性器（9月10日、ワンズファクトリー）
- 女の口は嘘をつく 雌女anthology #001（9月18日、アウダースジャパン）
- 制服の痴女 (レンタル）/制服痴女 黒崎扇菜(セル）（10月3日、TMA）
- 美しい痴女の接吻とセックス 5（10月10日、ドグマ）
- 拘束椅子トランス（11月10日、ドグマ）
- 堕天使XX（11月9日(レンタル）/12月19日(セル）、宇宙企画）
- 極・本番（12月5日、GLAY'z）
- ヴァーチャル遊戯（12月15日、マルクス兄弟）

2004年
- 淫語お姉さんの黒人とセックス（1月1日、MOODYZ）
- 絶体拘束M (レンタル）/絶体拘束 (セル）（1月16日、TMA）
- 恥辱の家庭教師 6（1月16日、シネマジック）
- アナルファック宣言（2月1日、マルクス兄弟）
- 淫語通訳 [ぶっかけゴックンバイリンガル]（2月5日、ドリームチケット）
- NO.1美女軍団 女子校生中出し大輪姦 4学園のNO.1アイドル4人の大輪姦祭（2月5日、アイエナジー）
- タイムスリップ コスプレックス '70（2月6日、桃太郎映像出版）
- NO.1美女軍団 新人ナースの中出し検診（3月18日、アイエナジー）
- 猥褻一級品ヌケる3話（3月19日、桃太郎映像出版）
- M嬢覚醒（4月1日、ワンズファクトリー）
- アナルトランスDX（4月10日、ドグマ）
- Wild Thing X（4月23日、桃太郎映像出版）
- アメリカンハードコア5（5月15日、MOODYZ）
- 奴隷秘書 41（6月11日、シネマジック）
- 黒崎扇菜 完全版（7月1日、ワンズファクトリー）
- 強制痴女 ◆淫語ワイセツ◆（8月5日、アイエナジー）
- レズビアンKISS 接吻 憧れの先輩と私。（9月1日、MOODYZ）
- 監禁凌辱 極道の女（9月8日、アタッカーズ）
- 麗しのフェロモン奴隷助手扇菜（11月13日、隼エージェンシー）
- おしおき中出し（11月13日、隼エージェンシー）
- レズでオナニーさせてあげるわ 〜痴レズ4〜（11月18日、ハンドメイドビジョン）
- フェラコレ2004 フェラマニア完全保存版 40人のフェラジェンヌ（12月15日、隼エージェンシー）
- キス・コレクション 25人のべろんちょ娘（12月15日、隼エージェンシー）
- 女痴校生アイドルが素人童貞逆ナンパ 4（12月25日、ホットエンターテイメント）

2005年
- 痴女行為の虜になった私たち3人（1月10日、ドグマ）
- オナニスト [第九章]（1月15日、隼エージェンシー）
- 森川流　未公開レズ接吻コレクション（1月20日、ハンドメイドビジョン）
- ひとりエッチ +（1月21日、桃太郎映像出版）
- 淫語ママハメスタイル（4月8日、マルクス兄弟）
- レイプ常習犯II 強姦された9人の女たち（11月11日、隼エージェンシー）